# Cayo Cornelio
Cayo o Gayo Cornelio  fue un político romano del siglo I a. C. perteneciente a una rama plebeya de la gens Cornelia.

## Carrera pública
Fue elegido cuestor alrededor del año 71 a. C. y sirvió bajo Pompeyo. En el año 67 a. C., siendo tribuno de la plebe, propuso una ley en el Senado para impedir que se prestara dinero a los embajadores extranjeros en Roma. La propuesta no fue aceptada, ya que muchos de los senadores se beneficiaban de esta práctica, que había dado lugar a vergonzosos abusos por los sobornos y las extorsiones que cubría. A continuación, propuso que nadie quedara exento de las obligaciones de una ley, salvo por mandato del pueblo. El Senado ejecía por entonces una facultad por la que se eximía a sus miembros en determinados casos de las disposiciones generales de cualquier ley. El Senado no quería ser privado de esta capacidad, por lo que se persuadió a un colega de Cornelio, Publio Servilio Glóbulo, para que interpusiera su veto y prohibiese la lectura del plebiscito. Cornelio igualmente lo leyó y siguió un tumulto. Sin embargo, el propio Cornelio se desligó del motín y mostró su moderación al contentarse con una ley que exigía un quorum de doscientos senadores para la validez de un senatusconsultum.
Al terminar su año de mandato, fue acusado de alta traición por Publio Cominio ya que Cornelio leyó la rogatio en desafío a la intercesión de Glóbulo. La acusación fue retirada este año, pero fue renovada en el año 65 a. C. Cornelio fue defendido por Cicerón y fue absuelto por mayoría de votos.
Cornelio fue un hombre de vida privada irreprochable y, en su papel público, aunque los aristócratas lo acusaron de falsedad, parece haber abogado por medidas útiles.